# Nelson Gomes Fernandes
Nelson Gomes Fernandes foi um almirante da Marinha Brasileira. 

## Atentado
Foi uma das vítimas mortas no Atentado do Aeroporto dos Guararapes em 25 de julho de 1966, realizado pelo grupo de esquerda Ação Popular (AP). Na época do atentado ele era diretor-comercial da Companhia Hidrelétrica do São Francisco.